# 대한항공 376편 동체착륙 사고
대한항공 376편 동체착륙 사고(영어: Korean Air Flight 376)는 1991년 6월 13일 제주국제공항을 출발하여 대구국제공항에 착륙하던 도중 동체 착륙한 사건이다. 당시 기장은 부기장의 실습비행을 위해 부기장과 자리를 바꾸었고 대구국제공항에 접근하던 중 관제탑에서 랜딩 기어가 나오지 않았으니 복행하라는 지시를 따르지 않고 기장과 부기장은 서로 랜딩기어를 내리는 것을 서로 미루다가 결국 활주로에 동체착륙을 하였다.
탑승 승객 119명, 승무원 7명이 모두 생존했다. 동체 착륙으로 파손된 해당 보잉 727 기체는 바로 퇴역한 후, 인하공업전문대학으로 옮겨서 기내 실습용으로 사용되고 있다.